# Ванеча
Ванеча (словен. Vaneča, мађ. Vaslak) је насељено место у општини Пуцонци, Помурска регија, Словенија.

## Историја
До територијалне реорганизације у Словенији била је у саставу старе општине Мурска Собота.

## Становништво
У попису становништва из 2011. године, Ванеча је имала 429 становника.
| Број становника према пописима | Број становника према пописима | Број становника према пописима |
| ------------------------------ | ------------------------------ | ------------------------------ |
| 1991                           | 2002                           | 2011                           |
| 395                            | 410                            | 429                            |

## Галерија
- ватрогасна станица
- фарма крава